# Vierge de la Révélation
La Vierge de la Révélation est l'appellation par laquelle l'Église catholique vénère la Vierge Marie suivant des apparitions mariales survenues à partir du 12 avril 1947 à Bruno Cornacchiola, près de l'abbaye Tre Fontane, dans le sud de Rome.
Les apparitions des Tre Fontane n'ont pas fait l'objet d'une reconnaissance officielle par l'Église, mais en 1956 le pape Pie XII a autorisé la construction d'un sanctuaire marial et le culte à la Vierge de la Révélation a été autorisé.

## Le récit des apparitions

### Annonce de l'apparition
Le 12 avril 1937, dix ans avant les apparitions à Bruno Cornacchiola, Luigina Sinapi (it) (1916-1978), aurait vu la Vierge Marie dans la grotte de Tre Fontane. Elle lui aurait annoncé que dans dix ans, elle apparaîtrait ici à un anticatholique et qu'il se convertirait. Elle lui annonça aussi l'élection du cardinal Pacelli, futur Pie XII, sur la chaire pontificale.

### Apparition du 12 avril 1947

#### Bruno Cornacchiola
Bruno Cornacchiola (9 mai 1913 - 22 juin 2001), après avoir été marié, participa à la guerre d'Espagne comme volontaire, parmi les Républicains. Il devint protestant, après avoir été convaincu par un militaire allemand luthérien. Dès lors, il projette de tuer le pape, afin de « libérer le monde d'un tyran ». Fanatique anticatholique, il bat sa femme Iolanda (1909-1976), qui, elle, est très pieuse. Elle récitera plusieurs neuvaines pour obtenir la conversion de son mari. Après l'avoir supplié à genoux, elle obtiendra de Bruno qu'il suive la dévotion des neuf vendredis, consacrés au Sacré-Cœur de Jésus.

#### Apparition dans la grotte

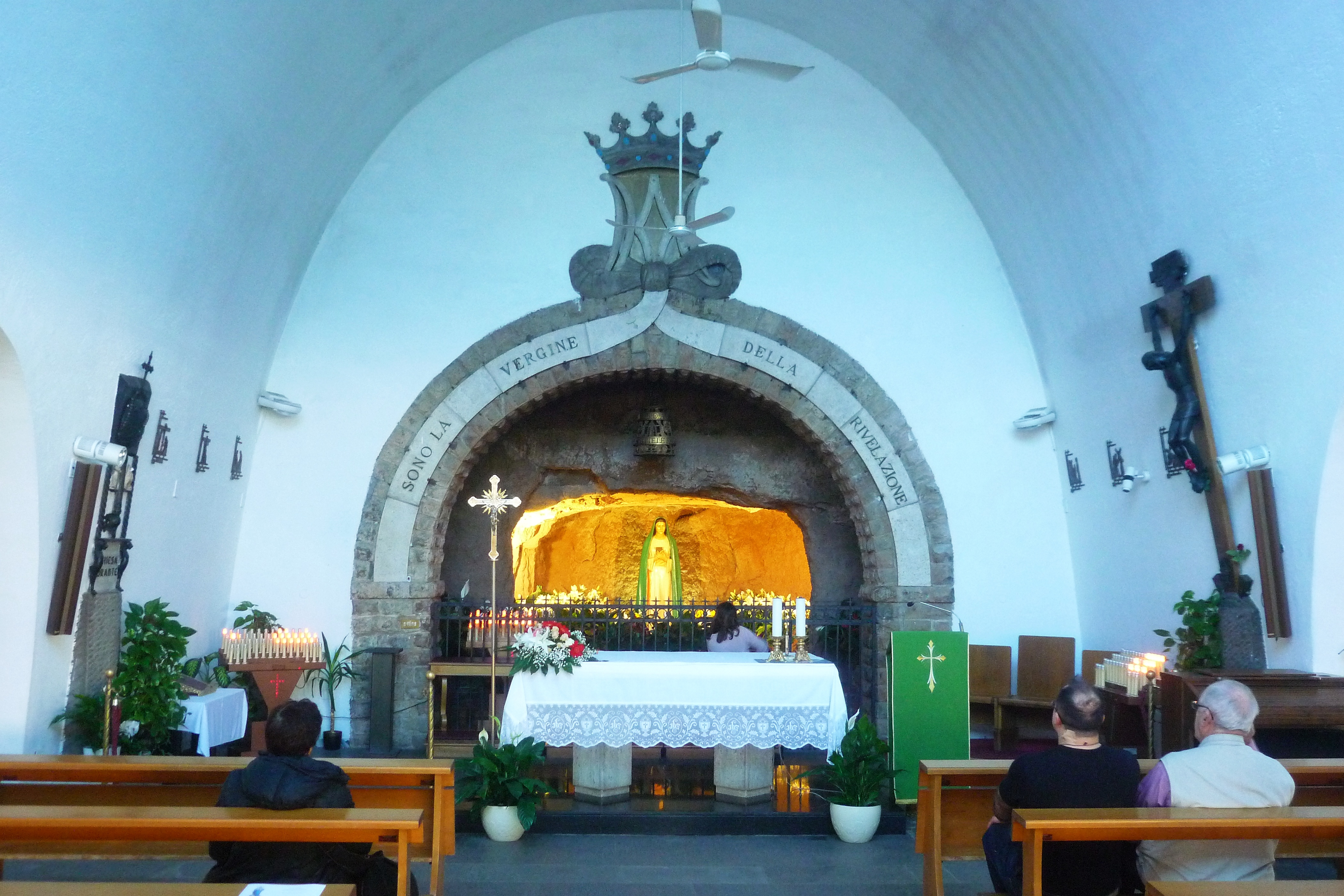
La grotte du sanctuaire aux Tre Fontane.

Le 12 avril 1947, il se retire avec ses trois enfants — Gianfranco (4 ans), Carlo (7 ans) et Isola (10 ans) — dans le lieu-dit des Tre Fontane, situé en dehors de la ville de Rome, que la tradition chrétienne désigne comme le lieu de la décapitation de l'apôtre Paul, vers l'an 67. Pendant que les enfants jouent à la balle, Bruno Cornacchiola prépare une conférence dans laquelle il combat l'idée de l'Immaculée Conception et de l'Assomption de Marie. Alors que ses enfants l'appellent pour retrouver la balle qu'ils viennent de perdre, Bruno retrouve Gianfranco, à genoux, les mains jointes et en extase devant une grotte naturelle. Il répète : « La belle dame ! la belle dame ! ». Appelant ses autres enfants, Gianfranco et Isola tombent eux aussi en extase. Bruno tente de les déplacer, mais il n'y parvient pas. Selon son propre témoignage, on aurait dit du plomb. Il s'engouffre dans la grotte pour voir cette dame, mais il ne voit rien.
Soudain, il aurait vu deux mains blanches se poser sur ses yeux, et après une vive douleur, il perdit la vue pendant quelques instants. C'est alors qu'il vit une jeune femme, vêtue d'une tunique blanche, d'un long voile vert recouvrant ses cheveux noirs et serrant contre elle la bible. Par terre, il y a un drap noir déchiré et une croix cassée. Dès lors, la dame se serait adressée à Bruno :

« Je suis celle qui est dans la divine Trinité. Je suis la Vierge de la Révélation. Tu me persécutes ; arrête maintenant ! Entre dans le troupeau élu, cour céleste sur la terre. La promesse de Dieu est, et reste immuable : les neuf vendredis du Sacré-Cœur que tu as observés pour faire plaisir à ta fidèle épouse avant de suivre le chemin de l'erreur t'ont sauvé ! »

Pour lui montrer la preuve que cette apparition ne venait pas de son imagination, elle aurait poursuivi en lui indiquant, en détail, sa rencontre avec deux prêtres, qui l'aideraient dans sa conversion. Quelques jours plus tard, tout se passa comme la Dame lui avait dit, et il se lia d'amitié avec Don Sfoggia et Don Frosi.
Puis elle lui aurait dit :

« Tu te rendras ensuite chez le Saint-Père, le Pasteur suprême de la chrétienté, et tu lui remettras personnellement mon message. Quelqu'un que je t'indiquerai, te conduira chez le pape. Parmi ceux qui t'entendront raconter cette vision, il y en aura qui ne te croiront pas, mais ne te laisse pas décourager. Qu'on prie beaucoup et qu'on récite le rosaire quotidien pour la conversion des pécheurs, des incrédules et pour l'unité des chrétiens. Les Ave Maria que vous dites avec foi et amour sont autant de flèches d'or qui rejoignent le Cœur de Jésus. »

### Après l'apparition
Après l'apparition, Bruno et ses enfants se recueillirent. Rentrés à la maison, il expliqua tout à sa femme et il lui demanda pardon de l'avoir frappé par le passé. Dès lors, il ne fut plus jamais violent et il devint un catholique convaincu. Le 12 avril 1948, il fonda l'Association des Ardents du Christ Roi Immortel, pour la propagation de la spiritualité et des messages donnés par la Vierge de la Révélation. Malgré tout, Bruno Cornacchiola continue son métier de conducteur de tramway et vivra très simplement jusqu'à sa mort, offrant peu d'apparitions publiques.

#### Rencontre avec Pie XII
Entré par hasard en contact avec la sœur du pape, c'est le 9 décembre 1949 que Bruno rencontra le pape Pie XII, à qui il remit, en pleurant, le poignard avec lequel il avait voulu le tuer. Il lui transmit le message que la Dame lui avait confié :

« Mon corps ne s'est pas corrompu, car il ne pouvait se corrompre. Mon divin Fils et les anges sont venus à ma rencontre à l'heure de ma mort. »

Un an plus tard, le 1er novembre 1950, Pie XII proclamera le dogme de l'Assomption de Marie ; Bruno Cornacchiola rencontrera par la suite le pape Paul VI et le pape Jean-Paul II.

#### Autres faits
Le 12 avril 1980, pour le 33e anniversaire de l'apparition, plusieurs milliers de personnes réunies aux Tre Fontane assistèrent à un « miracle du soleil ». L'astre se serait mis en mouvement et le ciel serait devenu bleu, violet puis rose.
Le 23 février 1982, la Dame apparut à nouveau à Bruno et lui demanda la construction d’un sanctuaire. Elle lui aurait dit :

« Viendront y prier les assoiffés, les égarés. Ils y trouveront l’amour, la compréhension, la consolation : le vrai sens de la vie. Ici, dans cet endroit de la grotte où je suis apparue plusieurs fois, ce sera le sanctuaire de l’expiation, comme si c’était le purgatoire sur la Terre. Il y aura une porte au nom significatif de porte de la Paix. Tous devront entrer par cette porte. »

Tout au long de sa vie, Bruno Cornacchiola aurait eu des songes et des visions prophétiques. On retrouva dans ses notes personnelles l'annonce de la tragédie de Superga (1949), la guerre du Kippour (1973), l'assassinat d'Aldo Moro (1978), l'attentat contre Jean-Paul II (1981), la catastrophe nucléaire de Tchernobyl (1986) ou encore les attentats du 11 septembre 2001.

## Reconnaissance
En 1956, Pie XII autorise la construction du sanctuaire aux Tre Fontane et bénit la statue de la Vierge qui y sera placée.
En 1987, le culte à la Vierge de la Révélation est autorisé par le Saint-Siège. Le vicaire général du pape pour le diocèse de Rome est envoyé au sanctuaire où il célèbre la messe. Dix ans plus tard, en 1997, Jean-Paul II décrète le nom du sanctuaire comme : Notre-Dame du Troisième Millénaire aux Trois Fontaines.
En juin 2017, le diocèse de Rome ouvre la cause en béatification et canonisation du serviteur de Dieu Bruno Cornacchiola.